# Bahía de Liaodong
La bahía de Liaodong (en chino simplificado, 湾辽东; pinyin, Liaodong wan; literalmente, ‘este del Liao’, por el río Liao). Es una de las tres bahías que forman el mar de Bohai, el golfo más profundo del mar Amarillo, en el noreste de la República Popular China. Limita con la provincia de Liaoning.
Las tres bahías son la bahía de Laizhou, al sur, la bahía de Liaodong, al norte, y la bahía de Bohai, al este.
Este mar tiene forma de «c» por la península de Liaodong que casi la rodea.
El 31 de agosto de 1993 se puso en funcionamiento el campo petrolífero marítimo Suizhong-1, el mayor de su tipo en China. A 50 kilómetros del poblado. Es el primer campo marítimo chino cuyas reservas superan 100 millones de toneladas.

## Sitio Ramsar de la Reserva natural de la foca moteada de Dalian

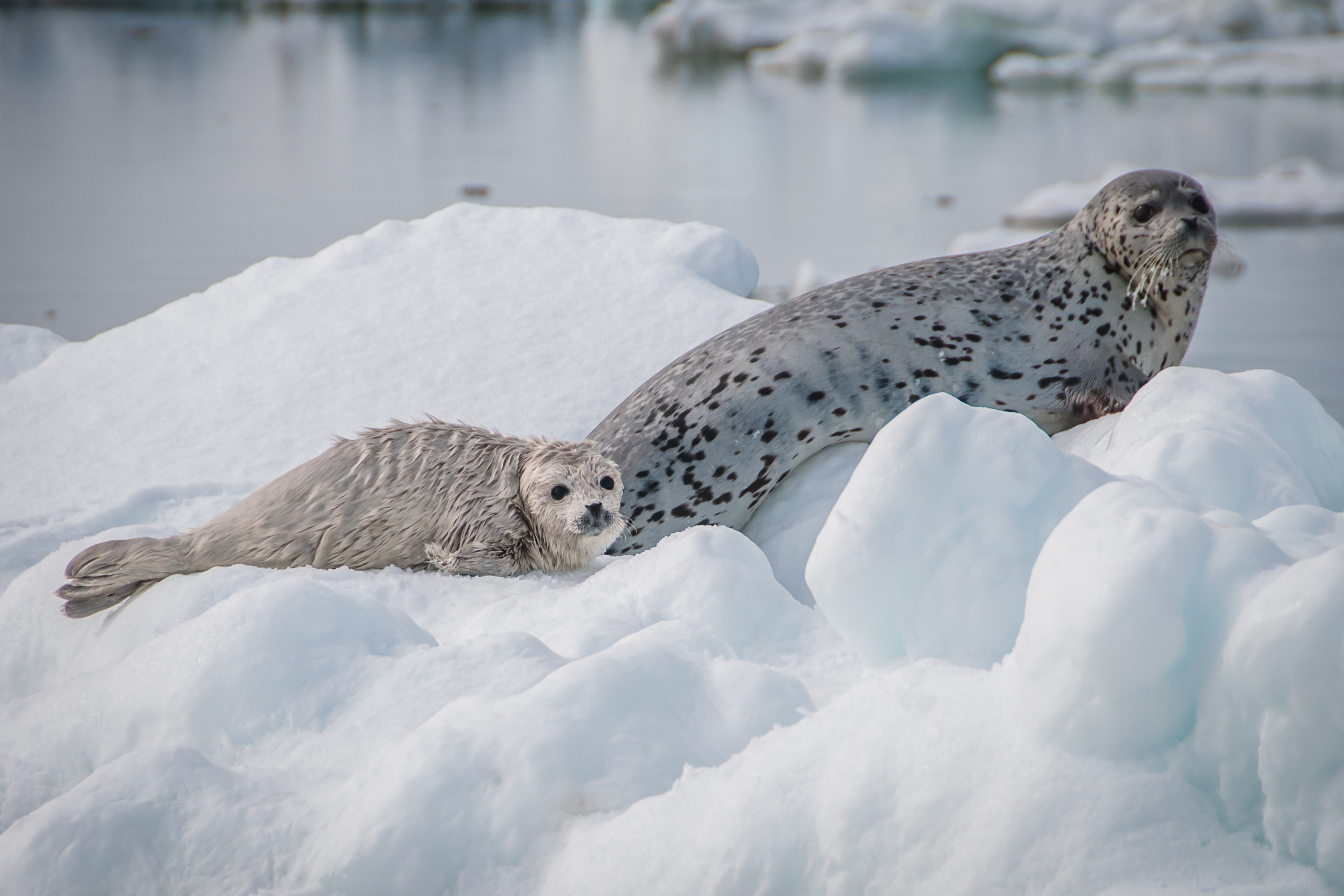
Foca moteada con su cría.

En 2002, una zona de 117 km², a unos 20 km al norte de la ciudad de Dalian, en la bahía de Liaodong, en el mar de Bohai, fue declarada sitio Ramsar número 1147 (39°05′N 121°15′E), con una extensión de 117 km². Consiste en fondos marinos con formaciones rocosas de entre 5 y 40 m de profundidad, con más de 70 islas e islotes y arrecifes. Hay unas 100 especies de peces y numerosos mariscos, y pueden verse ballenas y delfines. La reserva es conocida por la presencia de foca moteada (Phoca vitulina), que atrae a numerosos turistas de la ciudad. El ciclo de vida de las focas está ligado a la formación de hielo y el deshielo en la zona. las focas adultas migran a través del mar del Japón, el mar Amarillo y el Mar de la China Oriental, mientras que las focas jóvenes nacen en el hielo y permanecen con la familia hasta que aquel se rompe unos tres meses después. en marzo. El transporte marítimo es una amenaza en la zona, así como la ampliación del puerto dentro de la bahía de Liaodong.

## Reserva natural nacional de la foca moteada de Dalian
El sitio Ramsar forma parte de la Reserva natural nacional de la foca moteada de Dalian, que cubre unos 5600 km². Cada año, nacen en la zona unas 200 focas entre enero y marzo en la zona helada de la bahía de Liaodong. En marzo se marchan y en octubre vuelven de Rusia, Japón, Corea y otros países y regiones a su hábitat en la bahía. En 2022, volvían unas 400 focas de las más de 2000 que hay en el mar de Bohai y la parte norte del mar Amarillo.